# Зоиров, Ислом Бобоевич
Ислом Бобоевич Зоиров (род. 12 января 2002, Куляб, Хатлонская область) — таджикский футболист, полузащитник клуба «Хосилот». Выступал за сборную Таджикистана.

## Клубная карьера
Занимался футболом в Республиканской школе высшего спортивного мастерства (РШВСМ), где был одним из лучших игроков. В 2016 году стал чемпионом Таджикистана среди юношей 1999—2000 годов рождения. По итогам 2017 года был номинирован на премию «Открытие года» от Федерации футбола Таджикистана.
Начал карьеру в 2019 году в составе клуба «Локомотив-Памир». По итогам сезона 2019 года команда стала победителем Первой лиги и вышла в Высшую лигу Таджикистана. Дебют Зоирова в высшем дивизионе состоялся 19 апреля 2020 года в игре против душанбинского ЦСКА (3:1). В конце 2020 года 18-летний игрок отправился на просмотр в российский клуб «Химки».
Тем не менее следующий сезон начал в стане «Истиклола» из Душанбе. В составе команды дебютировал в Кубке АФК. По итогам сезона 2021 года вместе с «Истиклолом» завоевал победу в чемпионате Таджикистана и стал финалистом Кубка Таджикистана. В мае 2022 года «Истиклол» завоевал Суперкубок Таджкистана, обыграв в решающем матче «Худжанд» (1:0). В июле 2022 года покинул команду после получения трёхлетней дисквалификации за игру на тотализаторе и штрафа в размере 10 тысяч сомони от Федерации футбола Таджикистана.
С сентября по октябрь 2022 года играл за алуштинский «Алустон-ЮБК» в Премьер-лиге Крымского футбольного союза. В дальнейшем играл в Медийной футбольной лиге в России. Летом 2024 года дисквалификация Зоирова была смягчена и он смог вернуться в профессиональный футбол, присоединившись к клубу «Хосилот» из чемпионата Таджикистана.

## Карьера в сборной
Выступал за различные юношеские сборные Таджикистана. Вместе со сборной до 14 лет стал победителем регионального фестиваля футбола АФК 2016 года. В составе сборной до 16 лет стал серебряным призёром чемпионата Азии 2018 года в Малайзии, а затем участвовал на чемпионате мира 2019 года в Бразилии. На бразильском мундиале являлся капитаном команды. Бронзовый призёр Кубка Президента Казахстана 2018 года. Участник Мемориала Гранаткина 2019 года.
В составе национальной сборной Таджикистана дебютировал 7 ноября 2020 года в товарищеской игре против Бахрейна (0:1). В 2022 году стал бронзовым призёром Кубка Навруз, прошедшем в Узбекистане. Всего за национальную сборную провёл 8 матчей и забил 1 гол (в ворота Таиланда).

## Достижения
- Чемпион Таджикистана: 2021
- Финалист Кубка Таджикистана: 2021
- Обладатель Суперкубка Таджикистана: 2022
- Серебряный призёр чемпионата Азии 2018 года (юноши до 16 лет): 2018